# Geneviève Brossard de Beaulieu

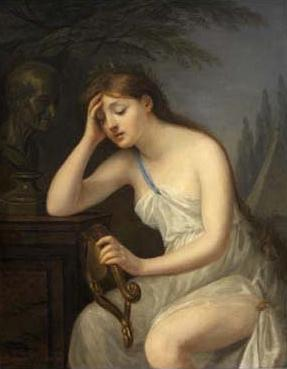
La muse de la Poésie livrée aux regrets que lui laisse la mort de Voltaire, Öl auf Leinwand, 1785

Marie Renee Geneviève Brossard de Beaulieu (* 1755 in La Rochelle; † 1835 in Paris) war eine französische Malerin.

## Leben
Geneviève Brossard de Beaulieu kam nach Paris in das Atelier des Malers Jean-Baptiste Greuze; auf Empfehlung ihres Lehrers studierte sie an der École des Beaux-Arts. Sie etablierte sich als erfolgreiche Künstlerin, spezialisiert auf historische und mythologische Genres sowie der Porträtmalerei. In Lille leitete  Brossard de Beaulieu eine Schule für höhere Töchter bis zum Ausbruch der Französischen Revolution (1889 bis 1899). Mit der Wiederherstellung der Bourbonenmonarchie bekam sie eine staatliche Rente zugesprochen. 
Einige ihrer Werke überlebten die Wirren der Revolutionsjahre, darunter ein Porträt der Prinzessin Elisabeth Lubomirksa, das heute im Nationalmuseum in Warschau zu sehen ist.